# Oxycodon
Oxycodon is een krachtige opioïde pijnstiller, die in 1916 al in Duitsland bereid werd uit thebaïne.  De stof staat op lijst 1 van de Opiumwet, is gemakkelijk verslavend en kan bij misbruik zeer schadelijk zijn voor de gezondheid. 
Oxycodon werd in 1916 ontwikkeld door Martin Freund (1863–1920) en Edmund Speyer (1878–1942) aan de Universiteit van Frankfurt/Main en een jaar later door Merck in Darmstadt onder de naam Eukodal als een pijnstiller en hoestonderdrukker op de markt gebracht. Het wordt sinds 1919 therapeutisch als pijnstiller gebruikt.
De eerste gevallen van oxycodon misbruik werden begin jaren twintig gerapporteerd. Tijdens de Tweede Wereldoorlog zou dictator Adolf Hitler regelmatig oxycodon-injecties hebben gekregen van zijn persoonlijke arts Theo Morell.
Het is een semi-synthetische opioïde, omdat het gemaakt wordt van een natuurlijk opiaat. Op basis van gewicht is oxycodon tweemaal krachtiger dan morfine en wordt het oraal, nasaal en rectaal beter geabsorbeerd dan morfine. Het werkt niet alleen op nociceptieve pijn zoals somatische pijn en viscerale pijn, maar ook op neuropathische pijn. Het wordt vaak door artsen voorgeschreven als pijnstiller bij ernstige pijnen, zoals na een operatie of bij kanker. De naam wordt in het taalgebruik ook tot oxy afgekort.
Oxycodon is een opioïde, er treedt gewenning op en de stof is verslavend. Bij kortdurend gebruik van enige dagen zijn de verslavingsrisico's minimaal; bij langdurig gebruik, bij gebruik zonder noodzaak (recreatief gebruik) en bij behandeling van chronische pijn, wordt het verslavingsrisico van voorgeschreven of receptplichtige opioïden geschat tussen 3 en 25%.

## Gebruik

### Nederland
Het aantal gebruikers van oxycodon steeg van 75.000 gebruikers in 2007 naar 350.000 in 2015, 405.000 in 2016 en 490.000 in 2017. Het aantal overdosissen groeide van 43 in 2008 naar 280 in 2017 en naar 424 in 2018. Het aantal gebruikers stagneerde in 2018 op 485.000. In 2021 werden 450.000 gebruikers geteld. In 2023 waren het er 489.000.
Tabel aantal gebruikers van 2007 tot 2018:
Vanwege een beveiligingsprobleem met de MediaWiki Graph-software is het momenteel niet mogelijk deze grafiek weer te geven. Zodra de software is bijgewerkt zal de grafiek vanzelf weer zichtbaar worden.
In 2017 gebruikten 218.435 patiënten volgens Zorgverzekeraars Nederland langer dan drie maanden een  opioïde pijnstiller op doktersrecept. Het betrof met name oxycodon. In de acht jaar ervoor nam het gebruik van dergelijke sterke pijnstillers met 60% toe, er werd gesproken van 'een stille epidemie'.

### België
Oxycodon is in België sinds ca. 2005 op de markt. In 2015 werd het middel door ongeveer 66.000 patiënten gebruikt. Dat waren er in 2011 nog 28.000, een ruime verdubbeling in vijf jaar tijd. Volgens het RIZIV kon dit verklaard worden door het verdwijnen van alternatieven van de markt en omdat oxycodon zowel in snelwerkende als traagwerkende vormen beschikbaar werd. Ook werd het toegenomen voorschrijven bij chronische pijnen en niet-kankerpijnen als reden genoemd, waar het oorspronkelijk enkel voor acute pijnen en pijn bij kanker werd toegediend.
Tabel aantal gebruikers van 2011 tot 2015:Vanwege een beveiligingsprobleem met de MediaWiki Graph-software is het momenteel niet mogelijk deze grafiek weer te geven. Zodra de software is bijgewerkt zal de grafiek vanzelf weer zichtbaar worden.

### Verenigde Staten
Oxycodon speelt een belangrijke rol in het rond 2010 sterk toenemende misbruik van opioïden in de Verenigde Staten, een fenomeen dat meestal de 'opioïdencrisis' wordt genoemd. Vooral de misleiding van dokters, patiënten en instellingen door de fabrikant Purdue Pharma wordt gezien als de start van deze crisis, met een jarenlang strafrechtelijk onderzoek tot gevolg naar de familie Sackler, de eigenaars van dit bedrijf. Purdue Pharma loog over de afhankelijkheid en het hoge risico op verslaving door het gebruik van oxycodon en verspreidde tegelijkertijd valse informatie via allerhande zelf opgerichte "pijnverenigingen". Deze gerechtelijke procedure is tot op heden nog niet afgesloten. De opioïdencrisis en de daarmee gepaard gaande misinformatie over de drug oxycodon leidden niet alleen in de VS maar ook in andere landen tot een significant verhoogd gebruik en misbruik van oxycodon. Het Amerikaanse Department of Health and Human Services schat dat jaarlijks ongeveer 11 miljoen Amerikanen oxycodon recreatief gebruiken als drug, waarmee het de meest misbruikte opioïde is in de VS. Volgens het Amerikaanse National Institute on Drug Abuse belandden in 2007 ongeveer 42.800 patiënten door overdosis op spoedafdelingen van ziekenhuizen ten gevolge van misbruik van oxycodon, een geregistreerd geneesmiddel. Een veelgebruikte combinatie onder de merknaam Percocet in de VS is oxycodon met paracetamol.

## Werking en doseringen
Oxycodon is een volledige agonist voor de mu (µ)-, kappa (κ)- en delta (δ)-opiaatreceptoren.
Oxycodon is er in tabletten met gereguleerde afgifte en capsules, in strippen van 5 tot 80 mg. Bij klinisch gebruik ook in grootverpakkingen. Ook is het er in de vorm van kauw- of zuigtabletten, poeder, drank en injectievloeistof.

## Preparaten
Oxycodon wordt door diverse fabrikanten in diverse toedieningsvormen op de markt gebracht. Zowel siroop, vloeistof voor injectie, capsules als tabletten zijn beschikbaar in verschillende sterktes. Het verschil tussen tabletten met een gereguleerde (vertraagde) afgifte (zoals Oxycontin) en tabletten met een onmiddellijke werking (Oxynorm) van dezelfde sterkte is klinisch gezien groot. Het onachtzaam wisselen tussen verschillende toedieningsvormen van deze potente pijnstiller kan gevaarlijk zijn.